# Маленькая улица
«Маленькая улица» или Улочка в Делфте (нидерл. Het straatje) — картина голландского художника Яна Вермеера Делфтского, один из двух его известных пейзажей (позднее Вермеер написал «Вид Делфта», 1660—1661). Картина создана в 1657 году, написана маслом на холсте размером 53,5 × 43,5 см. С 1921 года хранится в Рейксмюсеуме в Амстердаме.

## Композиция картины
Картина «Маленькая улица», реже упоминаемая под названием «Вид домов в Делфте» (нидерл.  Gezicht op huizen in Delft), написана художником, вероятно, с натуры и представляет улочку, но какую в точности неизвестно. Предположительно изображённый Вермеером дом находился в центре города в районе канала Волдерсграхт (Voldersgracht), там, где сейчас расположен «Центр Вермеера в Делфте». Здание было снесено в 1661 году для строительства дома Гильдии Святого Луки. По другой версии, на картине изображено здание на Ньёве-Лангендийк (Nieuwe Langendijk,22-26), снесённое в 1982 году.
Картина впечатляет настроением тихой, будничной, как бы застывшей жизни. Этим она значительно отличается от многих других произведений художника. Такое настроение достигнуто двумя основными особенностями композиции. Прежде всего довольно редко используемой так называемой фронтальной перспективой, когда основные линии изображённой на картине «фасадной» архитектуры повторяют вертикали и горизонтали рамы изображения. Вторая особенность заключена в подобии нескольких прямоугольников, образуемых этими членениями: вертикалями и горизонталями оконных и дверных проёмов и карнизов здания. Такие членения следуют «правилу архитекторов», или «правилу прямого угла», основанному на простейшей геометрической закономерности — прямоугольники, построенные на параллельных диагоналях, являются подобными. Безусловно, живописец в отличие от архитектора не прибегает к таким геометрическим построениям, но зато, движимый интуитивным ощущением гармонии, находит оптимальное решение. Не случайно С. М. Даниэль писал, что «Композиции делфтского мастера провоцируют исследователей на применение принципов математического анализа». Так М. В. Алпатов отмечал:

 «Вермеер с исключительным чутьём выискивает соотношения, близкие к золотому сечению и к его так называемой функции. Формат картины образует сумму двух положенных друг на друга прямоугольников золотого сечения. Картина делится краем стены по вертикали на две неравные части, которые относятся друг к другу, как функции золотого сечения. В окнах и дверях Вермеер также подчёркивает прямоугольники золотого сечения или их производные… Сочетание геометрической ясности форм и иррациональности их соотношений радует глаз впечатлением как бы скрытого во всём движения. При таких условиях и сама рама не стесняет живописной композиции, тем более что она приведена в гармоническое согласие с теми линиями, которые художник находит в самих предметах. Поскольку оконные переплёты, двери и калитки так же связаны с золотым сечением, как и формат всей картины, они оказываются сродни основному пролёту, через который смотрит художник. Говоря другими словами сама форма художественного восприятия (картина) оказывается соразмерной форме представленных предметов (пролётам и окнам), и это одна из причин, почему нас так привлекает картина»

## Материалы для рисования
Вермеер добился реалистичного изображения поверхностей мастерским применением относительно ограниченного количества пигментов. Он использовал красную охру и марену для красновато-коричневой кирпичной стены, синий цвет неба содержит свинцовые белила и натуральный ультрамарин. Зеленые ставни и листва окрашены азуритом, смешанным со свинцово-оловянным желтым.

## Провенанс
С 16 мая 1696 года картина находилась в коллекции Диссиуса. Вероятно, картину приобрёл у самого Вермеера Питер ван Рейвен. После смерти Ван Рейвена и его жены картина, вероятно, перешла к их дочери Магдалене ван Рейвен и её мужу Якобу Диссиусу. На аукционе Диссиуса полотно было продано за 72 или 48 гульденов. за кого именно, неизвестно. 8 апреля 1800 года, через три года после смерти Геррита Виллема ван Остена де Брюйна, картина была продана Питеру ван Винтеру за 1040 гульденов. После смерти Ван Винтера в 1807 году картина перешла к его дочери Лукреции Йоханне (Крижанс) ван Винтер. В 1822 году она вышла замуж за Хендрика Сикса. После их смерти в 1845 и 1847 годах владельцами картины стали два их сына. В 1860 году женился старший сын Ян Питер Сикс ван Хиллегом (Jan Pieter Six van Hillegom). Родительский дом был превращен в музей. После смерти Яна Питера в 1899 году картина перешла во владение его сына, Яна Сикса. 12 апреля 1921 года картина была выставлена на аукционе, но никого не заинтересовала. Ян Сикс выставил полотно на неделю в Лувре, чтобы привлечь потенциальных покупателей, но снова безрезультатно. В 1921 году Виллем Генри Детердинг купил картину за 625 000 гульденов и подарил её Нидерландам. Полотно вошло в экспозицию Государственного музея (Рейксмюсеума) в Амстердаме.